# Цыгане в Венгрии
Цыга́не в Ве́нгрии (венг. magyarországi romák или magyar cigányok) — венгерские граждане цыганского происхождения. Согласно переписи 2011 года, они составляют 3,16 % населения Венгрии, это самое многочисленное меньшинство в стране. Но существуют и другие оценки, согласно которым, цыган в стране намного больше, до 5-10 процентов от всего населения.

## История и язык

### Происхождение
Цыгане происходят из Северной Индии, предположительно из её северо-западных штатов Раджастхана и Пенджаба.
Лингвистические исследования показывают, что корни цыганского языка лежат в Индии: язык имеет грамматические особенности, совпадающие с индийскими языками, и имеет с ними много общего в базовой лексике, например, это части тела, распорядок дня и др.
Цыганская базовая лексика исходит из языков хинди и пенджаби. Цыганский язык разделяет многие фонетические особенности с языком марвари, хотя его грамматика наиболее близка к бенгали.
Генетические исследования 2012 года выявили, что цыгане произошли из северо-западной части Индии и в дальнейшем мигрировали в разные страны.

## Миграция в Венгрию
Когда цыгане впервые появились в Венгрии, точно не известно. Редкие упоминания людей с именами Сиган встречаются в уставах XIII — XIV ; однако, лица с такими именами не были цыганами. Эти имена, видимо, происходит от древнетюркского слова sÿyan ‘волосы’.
Цыгане впервые появились в Венгрии в XIV — XV веках, спасаясь от турок, завоевавших в это время бо́льшую часть Балкан.
В середине XVIII века императрица Мария Терезия (1740—1780) и император Иосиф II (1780—1790) рассматривали вопрос о политике в отношении цыган, поселившихся в империи. В результате Мария Терезия приняла постановление, запрещающее использование названия на венгерском языке «cigány»  или «Zigeuner» на немецком («цыганка»); вместо этого предписывалось говорить «новый крестьянин» и «новая венгерка». Позже вводились ограничения на цыганские браки, а их детей забирали на воспитание крестьянской семьи.
Иосиф II запретил в 1783 году использование цыганского языка в стране.
Во время Второй Мировой Войны в Венгрии погибло около 28 000 цыган.

## Демография
Текущие демографические изменения в Венгрии характеризуются старением и падением численности населения страны, число же лиц цыганского происхождения растёт. Наибольшее число цыган проживает в Borsod-Abaúj-Zemplén и Szabolcs-Szatmár-Bereg (по официальным данным, 45 525 и 25 612 человек в 2001 году, соответственно).
Цыгане традиционно проживали в сельской местности, но со второй половины XX века многие из них переехали в города. Так, в Будапеште число цыган составляет 12 273 человека (2001). По данным переписи 2001 года, в Венгрии проживает 205 720 цыган, но реальное их количество составляет от 450 000 до 1 000 000 человек.
Сегодня каждый пятый или шестой новорождённый ребёнок рождается в цыганской семье. Исходя из нынешних демографических тенденций, доля цыганского населения в стране удвоится к 2050 году.

## Проблемы интеграции
На протяжении веков в стране существуют проблемы, связанные с цыганами. Около 80 % цыганских детей заканчивают начальную школу, но только треть из них получает среднее образование. Менее 1 % цыган имеют высшее образование.
Многие цыгане отправляют детей учиться в классы для учащихся с ограниченными возможностями.
Значительная часть цыганского населения живёт в стране бедно. Среди них - высокий уровень безработицы, бедность, что удерживает их от социальной мобильности, возможности поиска работы.
Китайские торговцы в Венгрии часто нанимают цыганских женщин на работу, не требующую высокой оплаты. С женщин не взимаются налоги, они не получают никакого социального обеспечения.
Цыгане подвергаются гонениям на расовой почве в ряде венгерских деревень.

### Политические партии
Венгерские цыгане представлены в ряде политических партий и организаций страны, в том числе в Цыганской социальной коалиции (состоящей из 19 цыганских организаций). Эта организация принимает участие в местных выборах.
Наиболее значимые в Венгрии политические партии «Фидес» и «Венгерская социалистическая партия» выступают за интеграцию цыган в венгерское общество без ассимиляции. Ультранационалистическая партия «Йоббик», наоборот, выступала за официальное введение сегрегации в образовании, отмену социальных пособий бедным, выделяла особый тип преступности — «цыганский». В декабре 2009 года организация была запрещена Верховным судом Венгрии.

### Закон LXXIX 1993
Важным законом, затрагивающим положение цыганского населения в Венгрии, является закон LXXIX 1993 года «О государственном образовании», в который были внесены изменения 1996 и 2003 годов, касающиеся необходимости обеспечения национальных меньшинств образовательными учреждениями и борьбы против сегрегации в школах.
Закон раскрыл понятия «этническое» и «национальное меньшинства» в венгерском обществе, ввёл понятие «меньшинство»,
основанное на определении Капоторти и дополненное венгерским критерием — 100 лет проживания на территории страны. Согласно принятому Закону, законодательно признанные национальные и этнические меньшинства (12 национальных и 1 этническое) имеют право на создания органов самоуправления и должны быть финансово поддержаны государством.

## Известные люди
Среди венгерских цыган известны деятели культуры, политические деятели. Среди них: Иштван Данко — скрипач и композитор; Коломпар Орбан (Orbán Kolompár) — общественный деятель, председатель Национального цыганского совета (OCO) с 2003 по 2011 год; Янош Бихари — скрипач и композитор цыганской национальности, один из основателей венгерского музыкального жанра «вербункош» и академической цыганской музыки; Роби Ботос — венгерско-канадский джазовый пианист и др.
Цыганская девушка Илона Сабо, погибшая 28 октября 1956 года, считается героиней Венгерского восстания. Её гражданский муж Габор Дилинко, также участник восстания, был известным художником и общественным деятелем. За активное участие в восстании в 1959 году был казнён цыган Йожеф Коте Шёрёш.
Широкую известность получила венгерская порноактриса цыганского происхождения Беттина Коллар (Зафира).